# Ali ibne Iáia Alarmani
Ali ibne Iáia Alarmani (Alī ibn Yaḥyā al-Armanī - lit. "Ali, filho de Iáia, o Armênio"; 863) foi famoso comandante militar muçulmano do Califado Abássida de meados do século IX de ascendência armênia. Aparece em 940, quando substitui Maleque ibne Caidur como governador do Egito. Depois, foi nomeado governador da zona fronteiriça com o Império Bizantino na Cilícia e nesta competência realizou uma série de raides de verão em solo bizantino, assim como supervisionou uma troca de prisioneiros. Em 862, foi nomeado governador Armênia e Azerbaijão e foi morto em combate com os bizantinos um ano depois.

## Vida

Zona fronteiriça árabe-bizantina

Ali aparece pela primeira vez em 840, quando foi enviado ao Egito como governador, substituindo Maleque ibne Caidur. Depois, foi feito comandante (uale ou emir) dos territórios fronteiriços do Califado Abássida na Cilícia (Tugur Axamia), confrontando o Império Bizantino, com Tarso como sua base. Ele é o primeiro governador conhecido de Tarso a ser exercido autoridade amplamente autônoma, tomando vantagem do declínio do poder do governo central do Califado Abássida. Ali manteve o posto ao meno de 238 A.H. (852/853) até outubro/novembro de 862. Como governante de domínios fronteiriços, Ali realizou várias expedições militares de verão (ṣawāʿif) através dos Montes Tauro na Anatólia bizantina: raides de verão liderados por Ali são registrados nos anos 852/853, 853/854, 859/860 e 860/861, enquanto ele também esteve presente na troca de prisioneiros de 856.
Em outubro/novembro de 862, ele foi nomeado governador da Armênia e Azerbaijão, e em outubro/novembro do ano seguinte, foi morto em batalha com os bizantinos junto de 400 de seus homens. Vindo na esteira da morte do emir de Melitene, Ambros, na batalha de Lalacão em setembro, as notícias da morte de Ali provocaram revoltas entre a população de Bagdá, Samarra e outras cidades, que ficaram irritadas com a impotência do governo. Maomé, filho de Ali, mais tarde também serviu como governador de Tarso, de 871/872 a 872/873 ou 873/874. Segundo o relato do século X de Almaçudi (Os Prados de Ouro, VIII.74–75), sua reputação era tamanha que ele estava entre os "muçulmanos ilustres" cujos retratos estavam exibidos nas igrejas bizantinas em reconhecimento do valor deles.